# Raïon de Voznessensk
Le raïon de Voznessensk (en ukrainien : Вознесенський район) est un raïon (district) dans l'oblast de Mykolaïv en Ukraine.
Avec la réforme administrative de l'Ukraine, le 18 juillet 2020 le raïon est étendu.

## En images

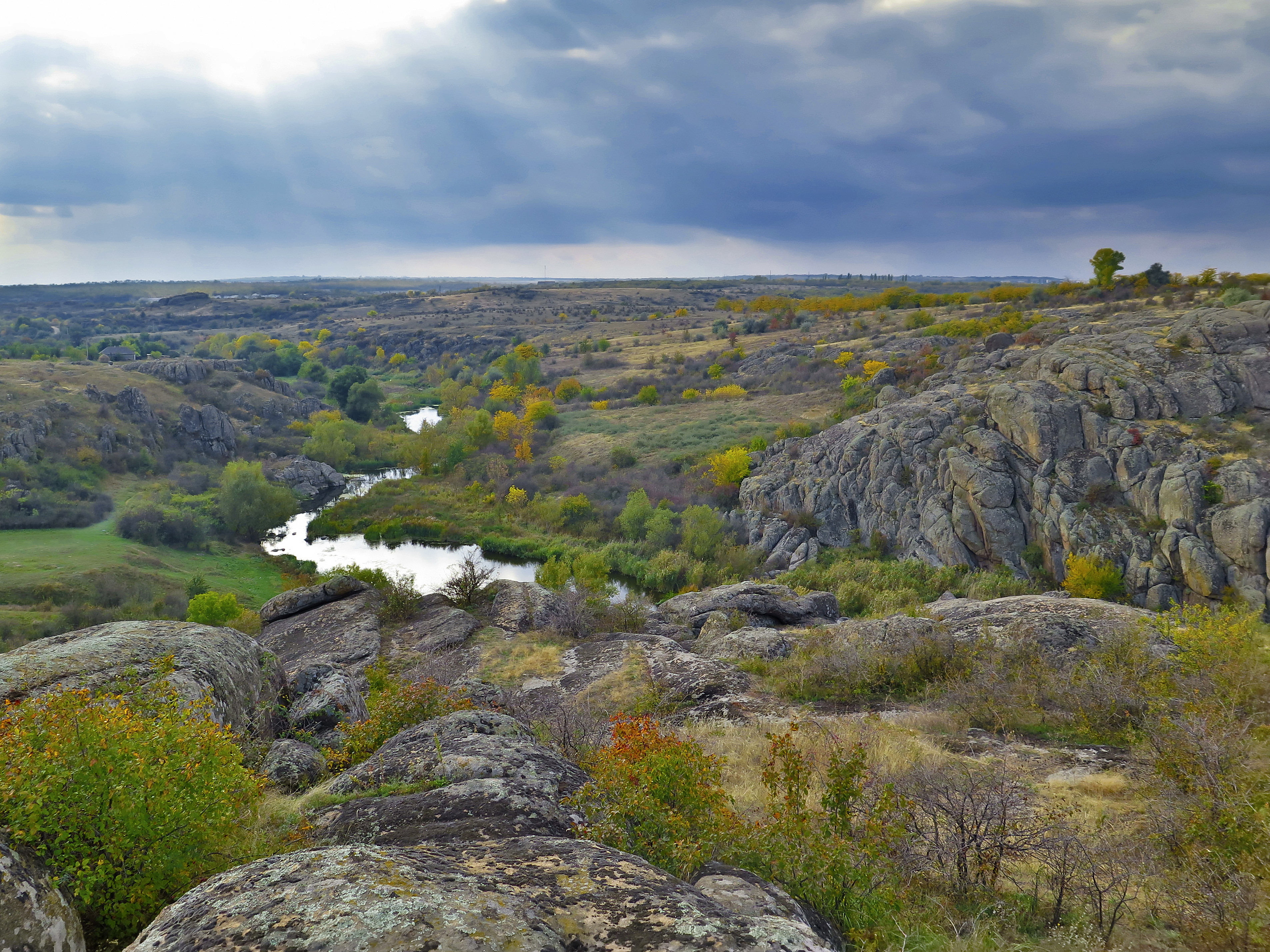
Gorge d'Aktove, Registre national des monuments immeubles d'Ukraine[1],
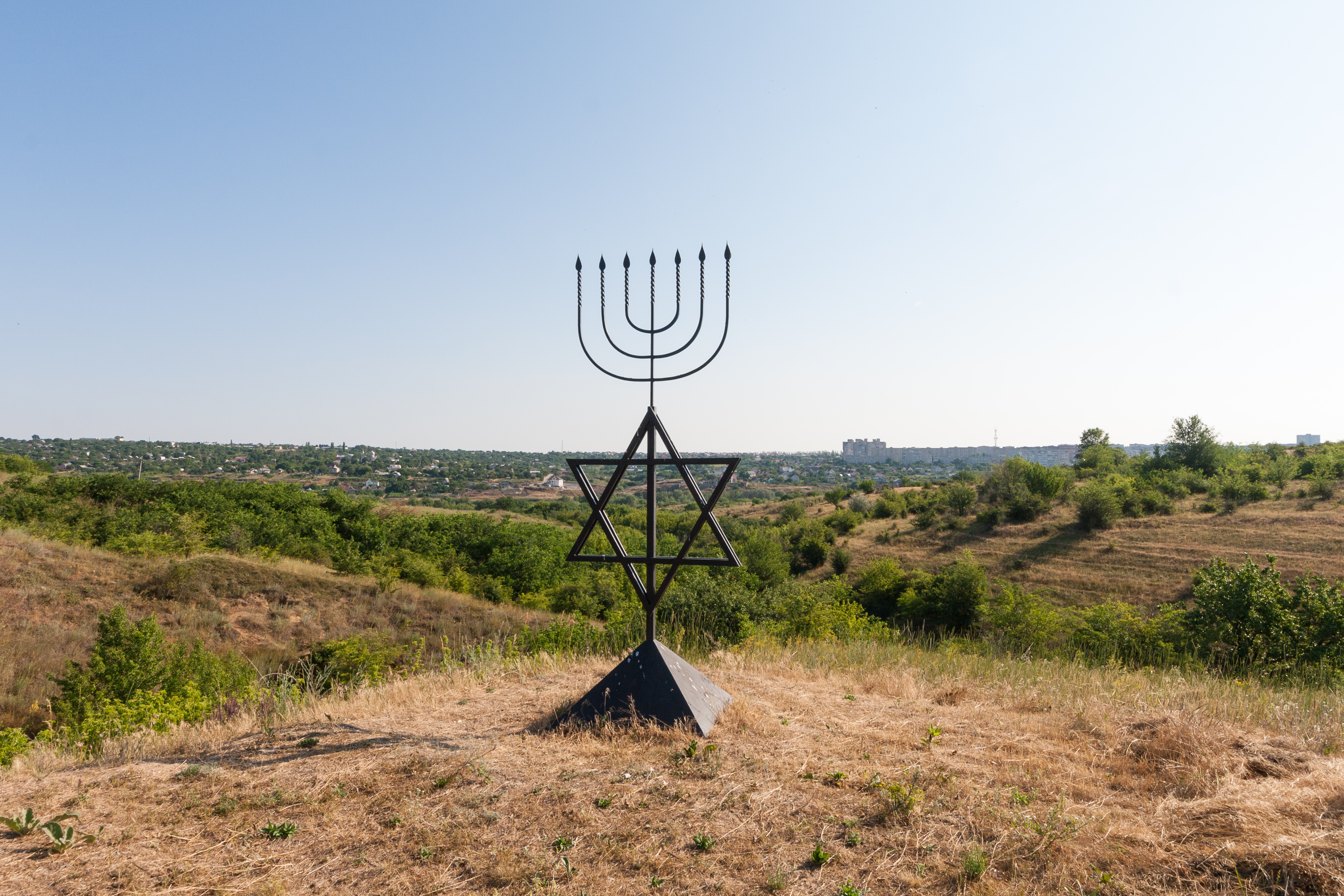
mémorial de l'holocauste, Bohdanivka, classé[2],
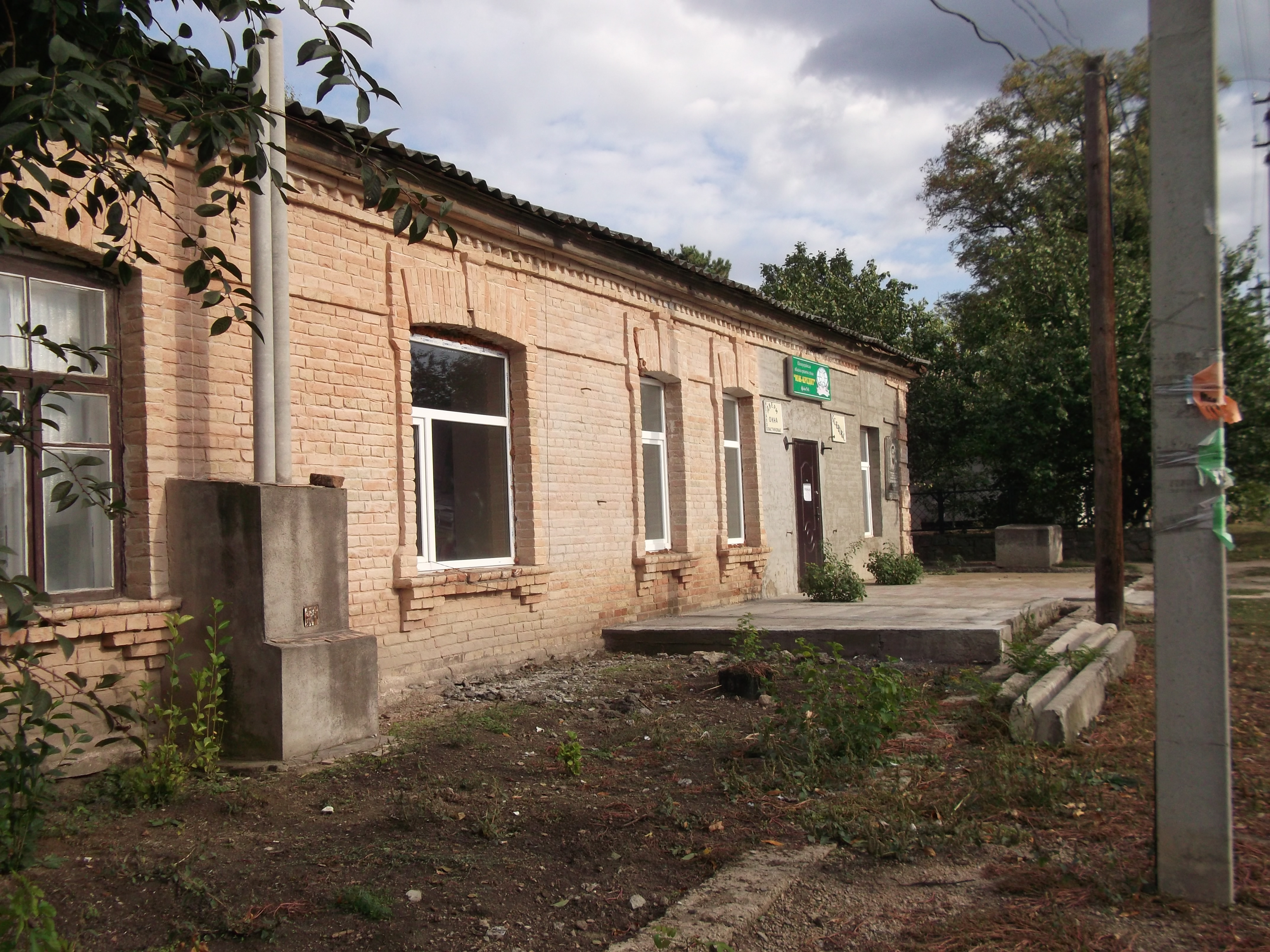
Bratske, hospital classé[3],
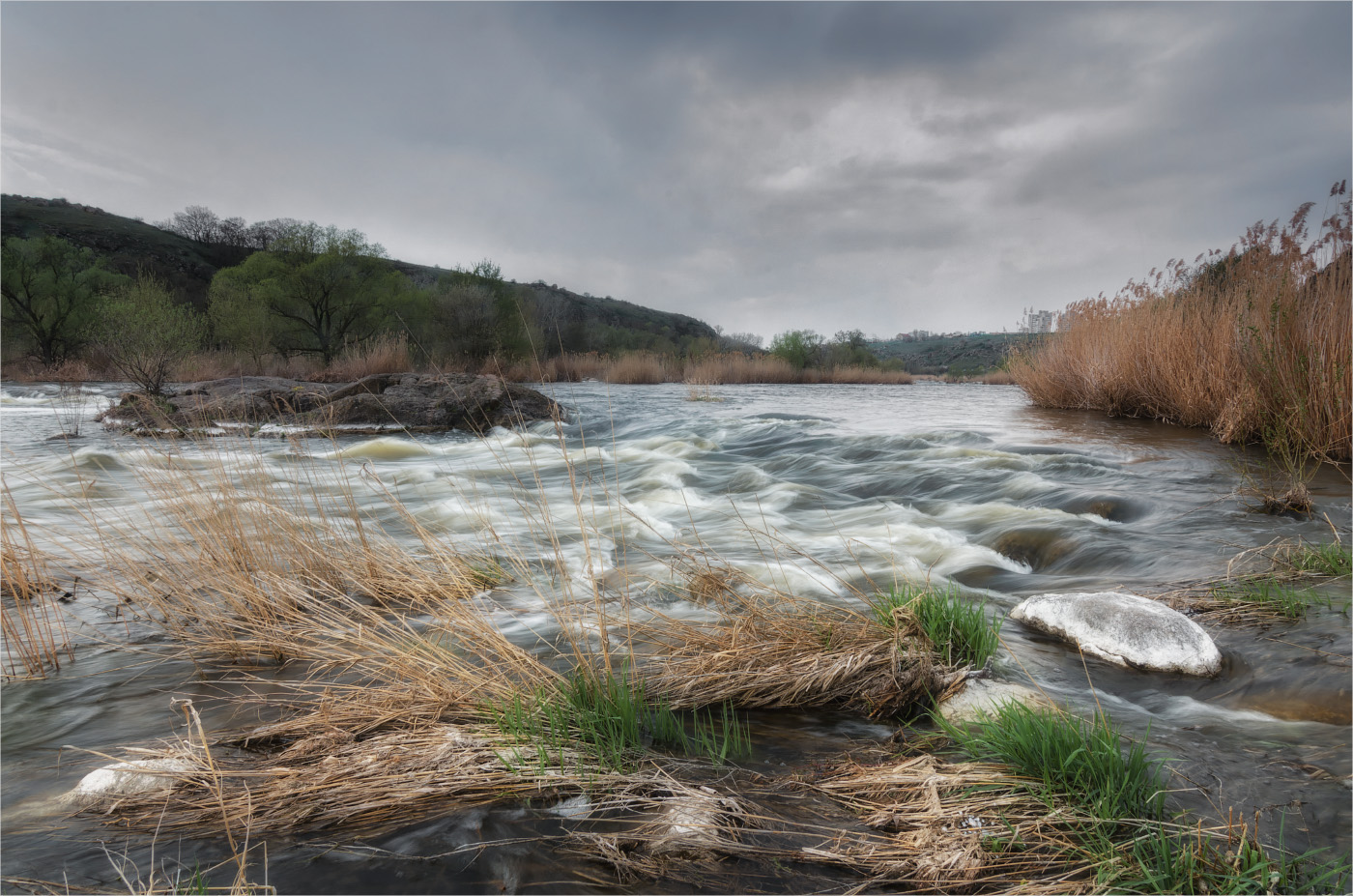
Buh-Hard Palanka, classé[4],
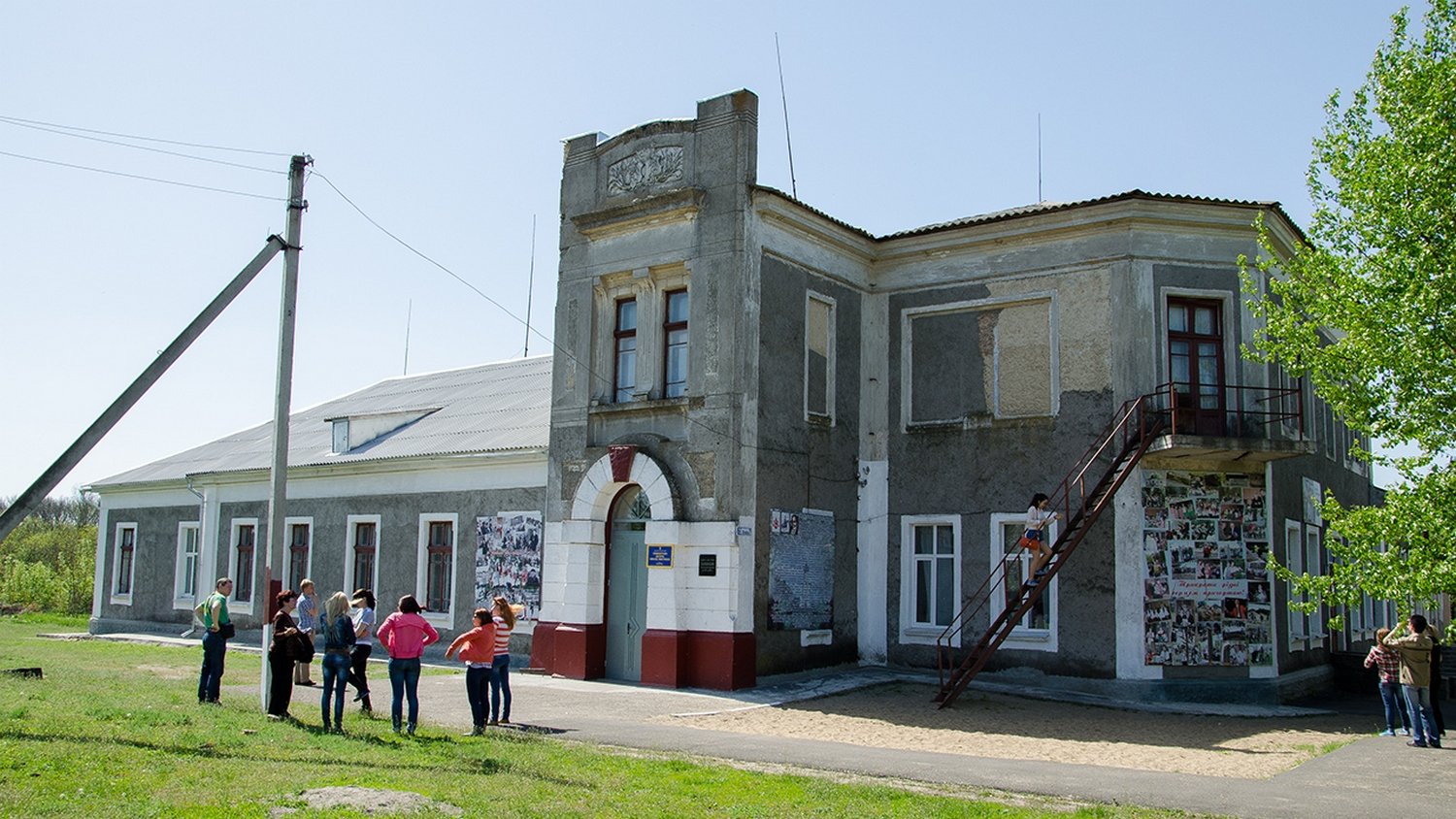
manoir Skarzhynski à Trykraty, classé[5].